# 神華集團
神华集团有限责任公司，简称神華集團公司、神华集团或神华，是在1995年10月經中華人民共和國國務院批准成立的中國中央企業，是中共中央直管的53家国有重要骨干企业之一，世界最大煤炭企業。神华集团实行煤炭生产、运输、销售一条龙经营，業務實施「礦、路、電、港、航」一體化，提供煤炭生產和銷售，電力生產和供應，煤制油及煤化工，以及相關鐵路、港口、航运等運輸服務。
2017年8月28日，神华集团与中国国电集团公司合并重组为国家能源投资集团有限责任公司。

## 概况
截止2011年，神华集团拥有34个控股和参股子公司，有58个生产煤矿，煤炭年产量超过5亿吨（世界第一煤炭生产公司），电力投运总装机容量超过5000万千瓦，年发电量突破2000亿千瓦时，2011年度营业收入超过2800亿元（当年世界500强排名第292位），自有铁路（神朔铁路、朔黄铁路、大准铁路、包神铁路）总长1500公里，铁路运量超过3.2亿吨，是中国第二大铁路运营商（仅次于国铁集团），航运船队400万载重吨，全集团资产总额约5052亿元，员工总数近20万人。
其上市公司是中國神華能源股份，目前在香港交易所和上海證券交易所上市。
2013年，神华集团煤炭产量达到4.96亿吨，占全国总产量的14%，其中近一半产量由神府东胜煤田上的神华神东煤炭集团公司产生。
神华神东煤炭集团公司总部位于神木县中鸡镇李家畔，职工超过4万人，矿井在内蒙古10座、陕西7座、山西2座，全部为1000万吨以上矿井。
神华准格尔能源有限责任公司，该公司拥有黑岱沟、哈尔乌素两座年产超2000万吨的露天煤矿。

## 歷史
神華集團前身是华能集团的子公司华能精煤公司，1995年，根據《国务院关于同意成立神华集团有限责任公司和神华集团的批复》国家计委煤代油办公室历年投入到华能精煤公司的煤代油资金21亿元人民币（下同）和华能精煤公司历年积累的所有者权益4.8亿元，轉化成神华集团公司的創立股本，並由国家计委代管，暂行股东权利。

## 外部連結
- 神華集團